# 자, 이제 댄스타임
《자, 이제 댄스타임》(Let’s Dance)은 한국에서 제작된 조세영 감독의 2013년 다큐멘터리 영화이다. 박지혜 등이 주연으로 출연하였고 강유가람 등이 제작에 참여하였다.

## 출연

### 주연
- 박지혜
- 송재하

### 조연
- 류은율
- 지주현
- 이아름

## 기타
- 구성: 조세영
- 구성: 박소현
- 프로듀서: 강유가람
- 제작부: 반주원
- 제작부: 박시현
- 공동제작: 박소현
- 촬영보: 조세영
- 촬영보: 강유가람
- 촬영보: 김자경
- 촬영부: 심상재
- 촬영부: 부상양
- 촬영부: 김인배
- 촬영부: 권만기
- 조명: 김진용
- 조명부: 김종락
- 조연출: 정송정아
- 연출부: 이지원
- 연출부: 최수진
- 연출부: 지주현
- 조감독: 박소현
- 동시녹음: 강나루
- 음향편집: 이성준
- 사운드: 표용수
- 사운드디자인: 문소연
- 사운드슈퍼바이저: 서영준
- 음악지원: 김종완
- 미술: 최고야
- CG: 김형진
- 분장: 전수경
- 디지털색보정: 최희영
- DCP: 최정곤
- 음성재연: 정슬아
- 영문번역: 조응주
- 영문번역: 이진아
- 포스터사진: 최혜영
- 배급프로듀서: 김수연
- 스토리보드: 문아람
- 데이터매니저: 권연주
- 지미집: 김성율
- 현장스틸: 임정우
- 현장스틸: 정슬아
- 디자인: 송지연
- 메이킹: 손경화
- 안무: 추은경

## 수상
- 2013년 DMZ국제다큐멘터리영화제 - 흰기러기상